# Нагорняк Майя Володимирівна

Нагорняк Майя Володимирівна (* 1970, м. Володимир-Волинський Волинської області) — українська журналістка, педагог, науковець.

## Біографія
Закінчила Інститут журналістики Київського національного університету імені Тараса Шевченка, аспірантуру при Інституті журналістики, захистила кандидатську дисертацію. Тема кандидатської дисертації «Інформаційне мовлення Національної радіокомпанії України: сутність і структура».
Працювала на посадах кореспондента, коментатора, спеціального кореспондента, ведучої інформаційних та інформаційно-музичних програм Національної радіокомпанії України, на посаді парламентського кореспондента та ведучої аналітичних програм «Радіо Свобода–Радіо Вільна Європа», а також на посаді ведучої інформаційних програм радіо Рокс, радіо «Супер–Нова», радіо «НАРТ-Чесна хвиля».
Автор монографії «Сумно, браття, сумно... (чи потрібне помаранчевій Україні інтелектуальне радіомовлення)», а також ряду наукових статей і публікацій, присвячених теорії радіожурналістики й розвитку національного та закордонного радіомовлення в Україні.
Кандидат філологічних наук, доцент кафедри телебачення і радіомовлення Інституту журналістики Київського національного університету імені Тараса Шевченка – читає навчальні курси «Журналістський фах. Радіовиробництво», «Журналістська майстерність», «Види журналістики», «Коментатор на радіо», член Методичної ради в Інституті журналістики.

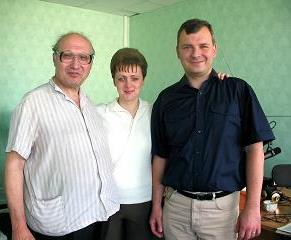
Учасники останнього «гостьового» ефіру на радіо «Чесна хвиля» (справа наліво): головний редактор радіостанції Кирило Булкін, ведуча передачі - відомий журналіст Майя Нагорняк та гість - науковець, публіцист, громадський діяч Леонід Шульман (2005)